# Långratan
Långratan, finska: Pitkärivi, är en ö i Finland. Den ligger i Finska viken och i kommunen Helsingfors i landskapet Nyland, i den södra delen av landet. Ön ligger omkring 12 kilometer öster om Helsingfors.
Öns area är 2,5 hektar och dess största längd är 380 meter i öst-västlig riktning.